# Il mastino di Baskerville (film 1983)
Il mastino di Baskerville (The Hound of the Baskervilles) è un film televisivo del 1983 diretto da Douglas Hickox tratto dal romanzo Il mastino di Baskerville di Arthur Conan Doyle.
Si tratta del secondo dei due film tv dove l'attore Ian Richardson interpreta Sherlock Holmes. Il primo è Il segno dei quattro di Desmond Davis. In questo secondo film il Dott. John Watson è interpretato da Donald Churchill che sostituisce l'attore David Healy.